# Здравице
Здравице су веома стара лирска врста, која уз обредне песме чини најстарији облик народног песништва. Изникле су из човекове свакодневице и потребе да се употпуне обичаји везани за рођења, крсно име, свадбе, умирање. Као део српске усмене баштине, здравице се сврставају у народне лирске обичајне песме, и за разлику од обредних које су се у савремено доба изгубиле из употребе заједно са обредима уз које су певане, сачувале су се до данашњих дана.
Здравице се налазе на листи нематеријалног културног наслеђа Србије

### Из Вуковог речника
Здравица
- чаша што се пије у здравље
- чутура или други какав суд с којим се какви гости позивају н.п. у сватове, на крсно име
- пиће које се с јелом путем износи куд пролазе сватови „Сватовима изнијели здравицу.”[3]

## Књижевни значај
Има различитих врста здравица, како оних озбиљних, које се уз мале измене могу прилагодити свакој прилици, тако и оних шаљивог карактера. Иначе, здравице су познате и под називом почашице или почаснице јер се говоре уз чашу или „на част”. Одликује их елиптични израз и фигуративност језика, а добар пример за то је позната почасница Бисерна брада, која је забележена у Паштровићима у Црној Гори. У почасницама је такође доминантно осећање љубави, која у народној патријархалности подразумева и поштовање, а не само љубав између човека и жене. Зато су оне најбољи пример исказивања љубави, а то осећање у обичају наздрављања је нарочито утицало на лепоту песме која се казује уз чашу. Метафора је најчешће усмено средство здравице, као и лирски симбол. Њима се изражава љубав и исказује жеља за срећу оних којима се уз здравицу беседи.
У књижевности једна од првих записаних и штампаних здравица, је почасница, јер се говорила у част, коју је у свој књижевни рад Рибање и рибарско приговарање унео Петар Хекторовић. Њу су му, , српским начином, у XVI веку певали рибари Паскоје Дебеља и Никола Зет, са којима је пловио обилазећи јадранска острва.
Наш господин пољем јизди,

јизди да му је;

на глави му свила клобук,

синца да му је;

у руци му златне књиге,

дружба да му је;

пред њим слуга писан поје,

на част да му је.

## Здравице у српској народној традицији
У стара времена Српски народ је овим стиховима приписивао магијске моћи. Веровало се да речи могу да призову добру а отерају злу срећу у дому домаћина. Данас су се ови стихови задржали само као део народних обичаја. Обичаји који су описивани у здравицама немају верски већ световни карактер, оне су пуне садржаја из свакодневног живота. Здравице су виши вид обичног свакодневног говора, оне су беседе које се држе уз чашу вина или ракије, и то је јавни и свечани говор у нарочитим приликама, за време свечаних ручкова, вечера, на свадбама, крштењима и славама.
О народним обичајима уз које се говоре здравице о здравичарима и наздрављању говори Вук Стефановић Караџић у својим Етнографским списима. Вук је појам наздрављање у свом Српском ријечнику из 1952 назвао напијање и веома детаљно описао сам чин наздрављања. Према Вуку, Срби често наздрављају, готово увек кад у друштву пију ракију или вино, а нарочито на свадбама и славама. Наздравичар је једна од кључних личности за софром то јест слављеничким столом.
Ја сам најприје у рјечнику код ријечи напијати напоменуо како Срби напијају. У првој најновијој књизи нашијех народнијех пјесама од стране 160. до 164. казао сам како Паштровићи напијају. Ево сад још већијех здравица, које се напијају о крснијем именима, особито у Херцеговини и у Босни. Ове је здравице мени послао двапут већ у овој књижици споменути пријатељ мој поп Вук Поповић из Рисна, а он их је писао од покојнога попа Марка Комненовића из Кривошија, којега су Турци ово дана у Омутићу убили на вјери, и од Баја Станића из Грахова. Напоменуто је и прије да напијати обично почиње онај који сједи у горњему челу, и да од срамоте не смије ондје сјести онај који не зна напијати; здравицу пријатељску (овдје на броју пету) напија домаћин, и наздрави је своме сину или брату. Кад ко напија, остали престану и јести и говорити, па слушају: само гдјекоји полако рече: „Амин дабогда!” Или: „Амин бог те чуо!”
Вук Стефановић Караџић је сакупио одређени број здравица нарочито путујући по Црној Гори међу којима се истиче здравица позната под називом Бисерна брада. Ова песма се налази и у Вуковој књизи, под бр. 113, међу Паштровским припјевима уз здравице. Уз ове припјеве Вук је записао следеће:
У Паштровићима је обичај да се на свадбама, а и о крснијем именима и на осталијем великим гозбама, пије управо и само по седам здравица, и то: у славу Божју, у славу свијех светијех, у здравље домаћиново, у здравље црковно или свештеничко, у здравље својијех старјешина или поглавица, у здравље царско, у здравље софре (цијелога друштва). Осим напијања или молитве, уза сваку здравицу имају мали припјеви, које сви углас пјевају.

Здравице из Вукових записа
„Све с часом добријем а миром божијем, да пијемо у добри час од обједа, да се намјери добри час на обједу и по обједу, нашему брату домаћину и ко је у његовом поштеном дому!”
У славу божју
„Писмо у добри и у бољи час, а сад ћемо у прелијепу славу божју. Да нам поможе бог и лијепа слава божја? Који год у славу божју устајао, те је спомињао, и њој се молио, њему и помогла души и тијелу; који ли је заборављао ил’ у страху, ил’ у стиду, ил’ у своме сагрјешенију, те је не споменуо, бог и лијепа слава божја њега не заборавила, но била му најбоља помотњица души и тијелу!”
Послије ове здравице гдјешто и пјевају по два и два ову пјесмицу:
Ко пије вино за славе божје,

помоз’ му боже и славо божја!

А шта је љепше од славе божје

и од вечере с правдом стечене?

### Врсте здравица како их је Вук записао
- У добри час од обједа
- У бољи час од обједа
- У славу божју
- У здравље домаћиново
- У здравље пријатељско
- За честитост збора и сабора
- За софре, образа и устанка
- Гости домаћину на растанку
- Кад се пије у друштву какоме
- Домаћину

## Савремени обичаји при наздрављању
Наздравичар, онај који држи здравицу, бираним речима пожели срећу, дуг живот, благостање домаћину или слављенику и онима у чију част се одржава свечаност. Иако има више врста здравица, најпознатије су славарске здравице, будући да на славама увек има доста добре хране и вина или ракије што побољшава расположење гостију, па тако, понекад, може да се заређа по 12 или више здравица.
Здравице се држе по једном устаљеном реду и свака има свој назив, који се може разликовати од места до места, у зависности од тога како су се поколењима здравице преносиле.
Тако на пример прва здравица која се држи на слави негде се зове „У добри час”, негде „За помози Боже”, а негде „За здравље” домаћина и укућана.

### Редослед којим се говоре здравице на некој свечаности
- Прва чаша: За здравље домаћина и укућана, За помози Боже, У добри час.
- Друга чаша: За здравље кумова и пријатеља, У славу закона и крсног имена, У бољи час.
- Трећа чаша: За здравље комшија и гостију, За Свету Тројицу, У славу Божију, У славу свеца заштитника.
- Осма чаша: У здравље домаћице, у здравље суседа домаћици.
- Девета чаша: За здравље и напредак омладине.
- Десета чаша: За здравље кумова и пријатеља.
- Једанаеста чаша: У пијанте- наздравља се и пије са укрштеним рукама без икакве беседе, јер су сви поприлично пијани да би могли да се сете чему би наздравили.
- Дванаеста чаша: За послађеније (да се засладе све претходне здравице).
- Тринаеста чаша: Испратница, здравица за растанак[8]